# غوردون شيروود
غوردون شيروود (بالإنجليزية: Gordon Sherwood)‏ هو ملحن أمريكي، ولد في 25 أغسطس 1929 في إيفانستون في الولايات المتحدة، وتوفي في 1 مايو 2013 في شونغاو في ألمانيا.
وهو مؤلف الموسيقى التصويرية لفيلم أرض النفاق عام 1968.